# جولیا (فیلم ۲۰۱۴)
جولیا (انگلیسی: Julia) یک فیلم ترسناک نئو-نوآر آمریکایی محصول ۲۰۱۴ و اولین کارگردانی فیلم بلند از متیو ایی براون است. اشلی سی. ویلیامز در این فیلم نقش زنی را بازی می‌کند که به خاطر تجاوز وحشیانه به خود به‌دنبال انتقام است. این فیلم در ۱۹ ژوئیهٔ ۲۰۱۴ در جشنواره بین‌المللی فیلم فوق‌العاده پوچئون اکران شد.